# Younghill Kang
Kang Yong-heul (en hangeul : 강용흘, 5 juin 1898 - 2 décembre 1972) est un écrivain sud-coréen et américain. 

## Biographie
Kang Yong-heul est un auteur important ayant la double nationalité américaine et coréenne. En effet, après sa participation aux mouvements pour l'indépendance de la Corée, il émigra d'abord au Canada puis aux États-Unis en 1921, pays où il vécut jusqu'à sa mort en 1972. Il fut diplômé des universités de Boston puis de Harvard. 
Il fut professeur d'anglais à l'Université de New York.

## Œuvre
Il a d'abord écrit en japonais et en coréen avant de commencer à écrire en anglais en 1928 avec l'aide de son épouse américaine, Frances Keeley. Il a travaillé en tant qu'éditeur pour l'Encyclopaedia Britannica et a enseigné à l'université de New York, où il bénéficia du soutien des universitaires américains pour la publication de son roman The Grass Roof. 
C'est ainsi qu'en 1931, ce roman The Grass Roof  -- Chodang : Le Pavillon à toit de chaume -- fut publié, premier roman américain d'auteur coréen. Ce roman valut à son auteur le surnom de "père de la littérature coréenne américaine". Roman autobiographique qui décrit la vie traditionnelle coréenne puis la lutte d'un jeune homme contre l'occupant japonais et son départ de Corée. Le titre anglais signifie « le toit d'herbe », mais le titre da la traduction française est : Au Pays du Matin calme.
Le livre attira l'attention de la critique, et fut notamment admiré par des auteurs comme Rebecca West ou H. G. Wells ; il fut un temps question d'une adaptation au cinéma. 
En 1937, il publie L'Est en marche vers l'ouest : La formation d'un yankee oriental. (East Goes West : The Making of an Oriental Yankee, Dongyang-ini bon seoyang).  Ce roman est en quelque sorte la suite de The Grass Roof dans la mesure où il raconte la vie d'un certain Han aux États-Unis. Dans ce dernier roman, il revient notamment sur la nostalgie de la terre natale des Coréens résidant aux États-Unis. Ce roman met en lumière également le désenchantement de l'auteur face à l'impossibilité de réaliser ses rêves dans son pays d'adoption. Il cherche alors la rédemption à travers le bouddhisme. Ce dernier roman, plus critique envers la société américaine que son premier roman, a mis plus de temps à recevoir un accueil favorable de la critique. 
En plus de ses romans, Kang a aussi beaucoup publié des traductions de textes coréens en anglais. Il a aussi écrit de la critique littéraire pour le New York Times.